# Mbam-et-Kim
Le Mbam-et-Kim est un département situé dans la région du Centre au Cameroun. Son chef-lieu est Ntui. Ce département possède une chefferie de 1er degré nommée Chefferie de Sanaga

## Organisation territoriale
Le département est découpé en 5 arrondissements et/ou communes :
- Mbangassina
- Ngambè-Tikar
- Ngoro
- Ntui
- Yoko

## Députés
Moustapha saya Kaigama (10e législature)
Mgbatou pierre (8e et 9 e législature)

## Préfet
Absalom Woloa Monono (Depuis le 7 octobre 2019)